# 3 Vulpeculae
3 Vulpeculae, som är stjärnans Flamsteed-beteckning, är en dubbelstjärna belägen i den mellersta delen av stjärnbilden Räven, som också har variabelbeteckningen V377 Vulpeculae. Den har en högsta skenbar magnitud av ca 5,18 och är svagt synlig för blotta ögat där ljusföroreningar ej förekommer. Baserat på parallax enligt Gaia Data Release 2 på ca 9,1 mas, beräknas den befinna sig på ett avstånd på ca 360 ljusår (ca 110 parsek) från solen. Den rör sig närmare solen med en heliocentrisk radialhastighet av ca -14 km/s.

## Nomenklatur
3 Vulpeculae har fått smeknamnet "Observatörens mardröm" (eller fritt efter latinets "Spectatori Error Inextricabilis") kanske för att den är en ljussvag stjärna i en ljussvag stjärnbild och kanske också för att den är svår att studera med en omloppstid på ett år, men ljusvariationer på ett dygn.

## Egenskaper
Primärstjärnan 3 Vulpeculae A är sannolikt en blå jättestjärna av spektralklass B6 III. Den har en massa som är ca 4 solmassor, en radie som är ca 2,3 solradier och utsänder ca 286 gånger mera energi än solen från dess fotosfär vid en effektiv temperatur på ca 14 300 K.
3 Vulpeculae är en långsamt pulserande variabel av 53 Persei-typ (SPB), som varierar i magnitud +5,17 - +5,23, med en period av 1,2622 dygn.